# Rhodiola subopposita
Rhodiola subopposita är en fetbladsväxtart som först beskrevs av Carl Maximowicz, och fick sitt nu gällande namn av Hans Jacobsen. Rhodiola subopposita ingår i släktet rosenrötter, och familjen fetbladsväxter. Inga underarter finns listade i Catalogue of Life.